# Articolo IV della Costituzione degli Stati Uniti d'America
L'Articolo IV della Costituzione degli Stati Uniti d'America delinea le relazioni tra i vari Stati federati degli Stati Uniti, nonché le relazioni tra ciascuno Stato e il governo federale. Autorizza, inoltre, il Congresso degli Stati Uniti ad ammettere nuovi Stati e ad amministrare i territori e altre terre federali.

## Struttura

### Sezione 1
La Sezione 1 dell'Articolo IV impedisce a qualsiasi Stato federato di riaprire casi che sono stati definitivamente decisi dai tribunali di un altro Stato.

### Sezione 2
La Sezione 2 impedisce a qualsiasi Stato federato di trattare i cittadini degli altri Stati in modo discriminatorio. Inoltre, la Sezione 2 richiede che i criminali in latitanza in un qualsiasi Stato federato siano estradati su richiesta dell'autorità esecutiva dello Stato federato da cui fuggono. La Sezione 2 richiede anche che gli schiavi fuggitivi vengano catturati e restituiti ai rispettivi proprietari; questa clausola non è stata abrogata, ma è stata resa nulla dal XIII emendamento della Costituzione degli Stati Uniti d'America, che ha abolito la schiavitù.

### Sezione 3
La Sezione 3 riguarda l'ammissione all'Unione e concede al Congresso l'autorità di ammettere nuovi Stati federati, ma vieta la creazione di nuovi Stati tramite scorporo territoriale da Stati già esistenti senza il consenso di questi ultimi. La Corte suprema degli Stati Uniti d'America ha ritenuto che la Costituzione esige che tutti gli Stati siano ammessi in condizioni di parità, sebbene la Sezione 3 non includa esplicitamente questo requisito. La Sezione 3, inoltre, conferisce al Congresso il potere di emanare leggi per amministrare i territori e le altre terre federali.

### Sezione 4
La Sezione 4 impone agli Stati Uniti di garantire che tutti gli Stati federati abbiano una «forma di governo repubblicana». La stessa Sezione, infine, richiede agli Stati Uniti di proteggere ogni Stato federato da invasioni e, su richiesta di uno Stato, dalla «violenza interna» allo stesso.